# Aleksiej Woroncow
Aleksiej Siergiejewicz Woroncow, ros. Алексей Сергеевич Воронцов (ur. 18 stycznia 1986 w Ust-Kamienogorsku, Kazachska SRR) – kazachski hokeista, reprezentant Kazachstanu.

## Kariera
- Sibir 2 Nowosybirsk (2003)
- Barys Astana (2003-2004)
- Kazcynk-Torpedo (2004-2009)
  -  Kazcynk-Torpedo 2 (2005-2007)
- Barys Astana (2009-2011)
- Barys Astana (2009-2013)
- HK Astana (2011-2012)
- Bejbarys Atyrau (2012)
- Jertys Pawłodar (2012-2013)
- Nomad Astana (2013-2014)
- Jertys Pawłodar (2014-2015)
- Barys Astana (2015/2016)
- Nomad Astana (2015/2016)
- Jertys Pawłodar (2016)
- HK Temyrtau (2016)
- HSC Csíkszereda (2016)

Wychowanek Torpeda Ust-Kamienogorsk. Od sierpnia 2014 ponownie zawodnik Jertysu Pawłodar. Stamtąd w listopadzie 2015 przeszedł do Barysu, po czym grał głównie w Nomadzie, a latem powrócił do Jertysu. W listopadzie 2016 został graczem rumuńskiego HSC Csíkszereda.
Uczestniczył w turniejach mistrzostw świata 2008, 2009, 2010, 2012 (Elita), 2015 (Dywizja I) oraz hokeja mężczyzn na Zimowej Uniwersjadzie 2013.

## Sukcesy
Reprezentacyjne
- Awans do MŚ Elity: 2009, 2015
- Srebrny medal zimowej uniwersjady: 2013

Klubowe
- Złoty medal mistrzostw Kazachstanu: 2013, 2015 z Jertysem Pawłodar